# Internationale Filmfestspiele von Venedig 2012

Logo der 69. Internationalen Filmfestspiele von Venedig

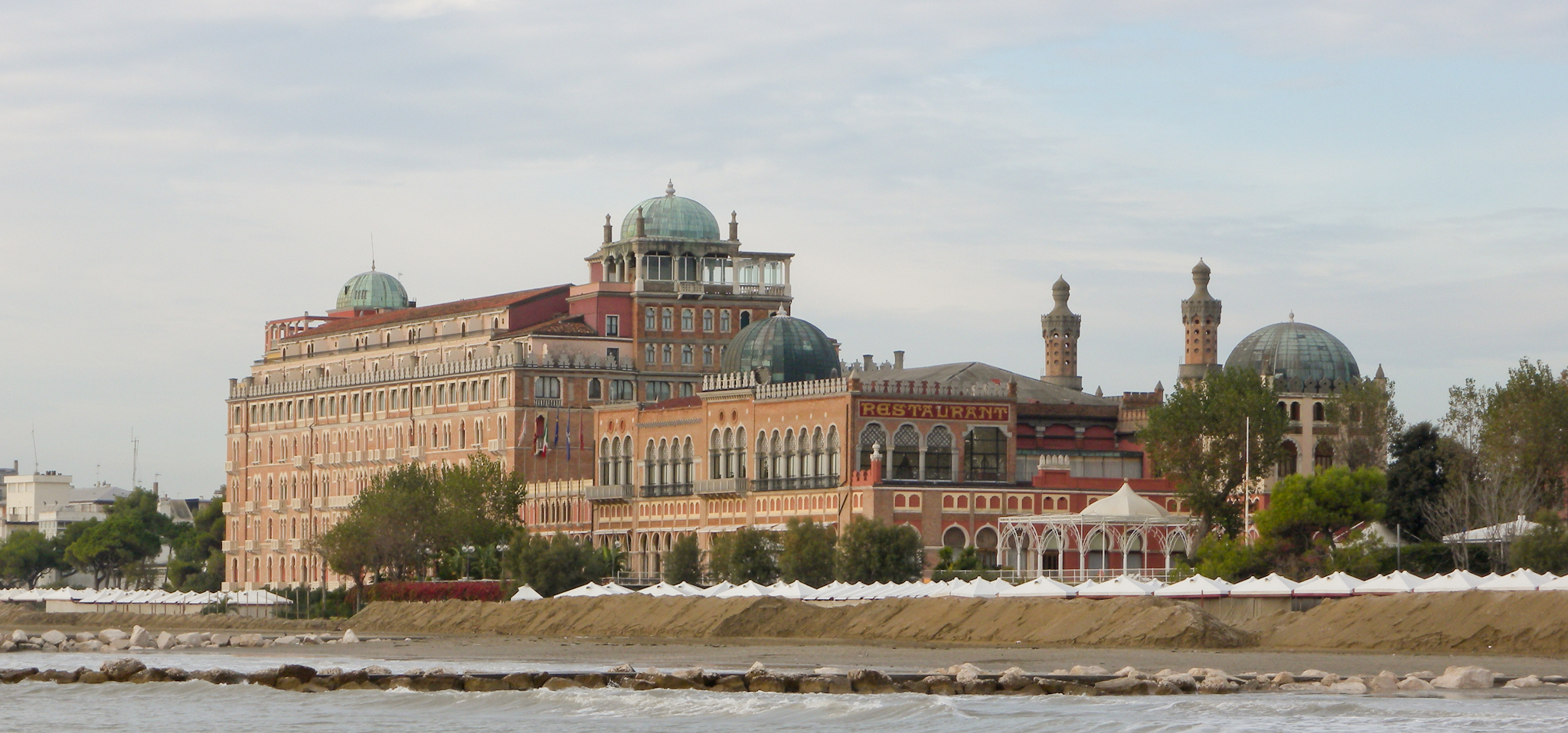
Das Hotel Excelsior, Treffpunkt für den erstmals veranstalteten Filmmarkt von Venedig

Die 69. Internationalen Filmfestspiele von Venedig (italienisch 69. Mostra Internazionale d’Arte Cinematografica) fanden vom 29. August bis zum 8. September 2012 statt. Sie zählen neben der Berlinale und den Internationalen Filmfestspielen von Cannes zu den drei bedeutendsten A-Festivals der Welt. 2012 wurden 3231 Lang- und Kurzfilme für das Festival eingereicht, von denen mehr als 50 aus über 40 Ländern in drei Sektionen (Venezia 69, Außer Konkurrenz, Orizzonti) sowie zwei Retrospektiven (80!, Venezia Classici) vorgestellt wurden. Bei allen aufgeführten Filmen handelte es sich um Weltpremieren. Am häufigsten waren Produktionen und Koproduktionen aus Frankreich vertreten (anteilig 25 Filme), gefolgt von Italien (20) und den Vereinigten Staaten (15). Den Hauptpreis gewann der südkoreanische Beitrag Pieta von Kim Ki-duk. Der Film stellt einen jungen und brutalen Geldeintreiber aus Seoul (dargestellt von Lee Jung-jin) in den Mittelpunkt, der auf eine ältere Frau (Cho Min-soo) trifft, die behauptet, seine Mutter zu sein.
Hauptspielstätte am Lido war der Palazzo del Cinema mit dem Sala Grande (1032 Sitzplätze). Weitere Spielstätten 2012 waren der Sala Darsena (1300 Plätze), PalaBiennale (1700), der Sala Perla in Venedigs Casino (400) und der temporär in der Hauptspielstätte eingerichtete Sala Volpi (150).
Eröffnet wurden die Filmfestspiele mit Mira Nairs außer Konkurrenz laufenden Politthriller The Reluctant Fundamentalist.  Die Literaturverfilmung nach dem gleichnamigen Roman von Mohsin Hamid (dt. Titel: Der Fundamentalist, der keiner sein wollte) erzählt die Geschichte eines pakistanischen Princeton-Absolventen (dargestellt von Riz Ahmed), der in den Vereinigten Staaten Karriere gemacht hat, aber nach den Terroranschlägen vom 11. September 2001 in sein Heimatland zurückkehrt. Abschlussfilm war L’homme qui rit von Jean-Pierre Améris mit Gérard Depardieu und Emmanuelle Seigner in den Hauptrollen.
Neuer Direktor des Filmfestivals, das zur Biennale di Venezia gehört, wurde 2012 der Italiener Alberto Barbera. Der frühere Leiter des Torino Film Festivals und des Nationalen Filmmuseums Turin hatte bereits von Dezember 1998 bis April 2002 dieses Amt bekleidet und löste Marco Müller ab, der das Filmfestival seit 2004 geleitet hatte (im März 2012 war bekannt geworden, dass Müller die Leitung des konkurrierenden Filmfestivals von Rom übernehmen würde). Ein neu eingeführtes Reglement schrieb die Anzahl der Filme im internationalen Wettbewerb die um den Goldenen Löwen konkurrieren auf maximal 20 vor, nachdem bei den vorangegangenen Auflagen stets mehr Filme um den Hauptpreis des Festivals gewetteifert hatten. Gleichzeitig sollten in Zukunft nicht mehr als elf Filmproduktionen außerhalb des Wettbewerbs gezeigt werden und die Anzahl an offiziellen Nebensektionen wurde neben den Retrospektiven auf eine (Orizzonti) verringert. Weitere signifikante Neuerungen waren die Eröffnung eines offiziellen Filmmarkts wie in Cannes und Berlin unter Leitung des Franzosen Pascal Diot („Venice Film Markt“, 30. August bis 3. September im Hotel Excelsior), auf dem Filmrechte gekauft und veräußert werden konnten sowie die Einrichtung des „Biennale College“, eines speziellen Workshops für die Produktion von Low-Budget-Filmen junger internationaler Regisseure. Erstmals in der Geschichte des Filmfestivals wurden außerdem im Rahmen der Sektion Orizzonti gegen eine Gebühr Online-Streams von Lang- und Kurzfilmen angeboten.
Bereits vor Festivalbeginn als Laureat fest stand Francesco Rosi. Der italienische Filmregisseur und Drehbuchautor, der 1963 für seinen sozialkritischen Spielfilm Hände über der Stadt den Hauptpreis des Filmfestivals gewann, wurde mit dem Goldenen Löwen für das Lebenswerk eines Filmschaffenden geehrt. Einher ging diese Ehrung mit der Uraufführung einer restaurierten Fassung seines Films Der Fall Mattei, für den er 1972 den Hauptpreis der Filmfestspiele von Cannes gewonnen hatte.
Die in Italien tätige polnische Schauspielerin Kasia Smutniak wurde als Moderatorin für die Eröffnungs- und Abschlusszeremonie ausgewählt.

## Offizielle Sektionen

### Wettbewerb

#### Jury

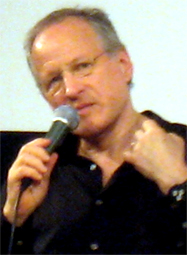
Jurypräsident: der US-Amerikaner Michael Mann

Als Nachfolger des letztjährigen Jurypräsidenten Darren Aronofsky wurde Anfang Juni 2012 Michael Mann präsentiert. Er war damit der dritte US-amerikanische Jurypräsident in Folge seit Quentin Tarantino (2010). Der Filmregisseur, Drehbuchautor und Produzent Mann, der wiederholt betonte kein Genreregisseur sein zu wollen, war in der Vergangenheit zu den wenigen Autorenfilmern des Hollywood-Kinos gezählt worden. Er hatte 2004 in Venedig seinen Thriller Collateral vorgestellt, während er 2011 als Produzent an dem Wettbewerbsbeitrag Texas Killing Fields – Schreiendes Land mitgewirkt hatte, der Regiearbeit seiner Tochter Ami Canaan Mann. Laut Frankfurter Allgemeine Zeitung würden in Manns Arbeit „Bild, Ton, Musik und Produktionsdesign, Schauspieler und Schauplätze von Anfang an eine Symbiose“ eingehen, „die den besonderen Sog der Filme“ ausmache.
Wie in den Vorjahren standen dem Jurypräsidenten bei seiner Entscheidung Jurymitglieder zur Seite, wobei die Zahl im Vergleich zu den Vorjahren um zwei erhöht wurde. Es handelte sich überwiegend um Filmschaffende:
- Marina Abramović – serbische Performance-Künstlerin
- Laetitia Casta – französische Schauspielerin und Model
- Peter Ho-Sun Chan – Filmregisseur und Produzent des Hongkong-Kinos
- Ari Folman – israelischer Filmregisseur, Drehbuchautor und Produzent
- Matteo Garrone – italienischer Filmregisseur, Drehbuchautor und Produzent
- Ursula Meier – Schweizer Regisseurin
- Samantha Morton – britische Schauspielerin
- Pablo Trapero – argentinischer Filmregisseur, Drehbuchautor und Produzent

#### Konkurrenten um den Goldenen Löwen
Das Wettbewerbsprogramm war am 26. Juli 2012 auf einer offiziellen Pressekonferenz in Rom bekanntgegeben worden. Bis zum 21. Juni, dem Ende der Einreichungsfrist, waren 1459 Spielfilme vorgeschlagen worden. Am 7. August wurde mit Paul Thomas Andersons Spielfilm The Master ein weiterer Wettbewerbsfilm nachgereicht. 18 Produktionen aus 13 Ländern konkurrierten um den Goldenen Löwen, den Hauptpreis des Festivals. Wie bei den letzten Auflagen kamen die Mehrheit der gezeigten Filme aus Europa (11), gefolgt von den Vereinigten Staaten (4) und Asien (3). Bis auf den mit Outrage Beyond zum siebten Mal eingeladenen japanischen Regisseur Takeshi Kitano (1997 für Hana-Bi mit dem Goldenen Löwen geehrt) hatte keiner der eingeladenen Filmemacher den Hauptpreis des Festivals gewinnen können.
Mit vier Beiträgen waren US-amerikanische Filmemacher wie schon in den Vorjahren am häufigsten vertreten, gefolgt von ihren Kollegen aus Italien (drei) und Frankreich (zwei). Die Regisseure von zehn der 18 bekanntgegebenen Produktionen (Olivier Assayas, Ramin Bahrani, die Co-Regisseure Peter Brosens und Jessica Woodworth, Rama Burshtein, Daniele Ciprì, Xavier Giannoli, Harmony Korine, Terrence Malick, Valeria Sarmiento und Kirill Serebrennikow) debütieren im Wettbewerb von Venedig. Deutsche und Schweizer Filmemacher waren wie bei der letztjährigen Auflage nicht vertreten. Dagegen erhielt der Österreicher Ulrich Seidl seine zweite Einladung nach Venedig. Nach Hundstage (Spezialpreis der Jury 2001) konkurriert Seidl 2012 mit der Koproduktion Paradies: Glaube. Der zweite Teil seiner Paradies-Trilogie (der erste Teil Paradies: Liebe wurde in den Wettbewerb der Filmfestspiele von Cannes 2012 eingeladen) stellt eine alleinstehende Frau um die 50 (gespielt von Maria Hofstätter) in den Mittelpunkt. Sie verbringt ihren Urlaub damit, mit einer „Wandermuttergottes-Statue“ von Haus zu Haus zu gehen, um Österreich katholischer zu machen. Es entwickelt sich ein Kleinkrieg um Ehe und Religion, als ihr auf einen Rollstuhl angewiesener Ehemann, ein ägyptischer Moslem (Nabil Saleh), nach Jahren der Abwesenheit wieder zu ihr zurückkehrt.
| Film                                        | Regie                           | Land                                | Darsteller (Auswahl)                                                                                    |
| ------------------------------------------- | ------------------------------- | ----------------------------------- | --- |
| Après mai (Love)                            | Olivier Assayas                 | Frankreich                          | Clément Métayer, Lola Créton, Félix Armand                                                              |
| At Any Price                                | Ramin Bahrani                   | Vereinigte Staaten                  | Dennis Quaid, Zac Efron, Kim Dickens, Heather Graham                                                    |
| Bella Addormentata (Bella addormentata)     | Marco Bellocchio                | Italien, Frankreich                 | Toni Servillo, Isabelle Huppert, Alba Rohrwacher, Michele Riondino, Maya Sansa, Pier Giorgio Bellocchio |
| Die fünfte Jahreszeit (La Cinquième Saison) | Peter Brosens Jessica Woodworth | Belgien, Niederlande, Frankreich    | Aurélia Poirier, Django Schrevens, Sam Louwyck, Gill Vancompernolle                                     |
| Un giorno speciale                          | Francesca Comencini             | Italien                             | Filippo Scicchitano, Giulia Valentini                                                                   |
| Ismena (Измена) (Betrayal)                  | Kirill Serebrennikow            | Russland                            | Franziska Petri, Dejan Lilić, Albina Dschanabajewa, Artūrs Skrastiņš                                    |
| An ihrer Stelle (Fill the Void)             | Rama Burshtein                  | Israel                              | Hadas Yaron, Yiftach Klein, Irit Sheleg, Chaim Sharir                                                   |
| Linhas de Wellington                        | Valeria Sarmiento               | Portugal, Frankreich                | Nuno Lopes, Soraia Chaves, John Malkovich, Marisa Paredes, Melvil Poupaud, Mathieu Amalric              |
| The Master                                  | Paul Thomas Anderson            | Vereinigte Staaten                  | Philip Seymour Hoffman, Joaquin Phoenix, Amy Adams                                                      |
| Outrage Beyond                              | Takeshi Kitano                  | Japan                               | Tomokazu Miura, Ryo Kase, Fumiyo Kohinata, Toshiyuki Nishida                                            |
| Paradies: Glaube (Paradise: Faith)          | Ulrich Seidl                    | Österreich, Frankreich, Deutschland | Maria Hofstätter, Nabil Saleh                                                                           |
| Passion                                     | Brian De Palma                  | Frankreich, Deutschland             | Rachel McAdams, Noomi Rapace, Paul Anderson, Karoline Herfurth                                          |
| Pieta (피에타)                              | Kim Ki-duk                      | Südkorea                            | Cho Min-soo, Lee Jung-jin                                                                               |
| Sinapupunan (Thy Womb)                      | Brillante Mendoza               | Philippinen                         | Nora Aunor, Bembol Rocco                                                                                |
| Spring Breakers                             | Harmony Korine                  | Vereinigte Staaten                  | James Franco, Selena Gomez, Vanessa Hudgens, Ashley Benson, Heather Morris                              |
| È stato il figlio                           | Daniele Ciprì                   | Italien                             | Toni Servillo, Giselda Volodi, Alfredo Castro, Fabrizio Falco                                           |
| Superstar                                   | Xavier Giannoli                 | Frankreich, Belgien                 | Kad Merad, Cécile de France                                                                             |
| To the Wonder                               | Terrence Malick                 | Vereinigte Staaten                  | Ben Affleck, Olga Kurylenko, Rachel McAdams, Javier Bardem                                              |

### Orizzonti

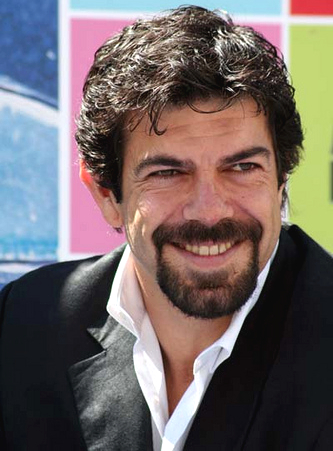
Pierfrancesco Favino

Die Sektion Orizzonti (dt.: Horizonte) widmet sich neuen Trends im internationalen Film und stellt vor allem unkonventionelle Filme vor, darunter Spiel-, Dokumentar- und Experimentalfilme. Es wurden sowohl Kurz- als auch Langfilme akzeptiert. Erstmals in der Geschichte des Filmfestivals wurden im Rahmen von Orizzonti Online-Streams von 10 aufgeführten Lang- und 13 Kurzfilmen angeboten. Ab 20. August wurden 500 weltweit gültige „virtuelle Kinotickets“ zu einem Preis von 4,20 Euro pro Person angeboten. Die Filme, in der Originalsprache mit englischen Untertiteln versehen, waren ab Aufführungstag 24 Stunden lang für den Nutzer einsehbar.
Der Vorsitz der internationalen Jury oblag dem italienischen Schauspieler Pierfrancesco Favino. Ihm zur Seite standen folgende Jurymitglieder:
- Sandra den Hamer, Direktorin des Filmmuseums von Amsterdam und frühere Leiterin des International Film Festival Rotterdam (2000–2004)
- Runa Islam, Videokünstlerin aus Bangladesch
- Jason Kliot, US-amerikanischer Filmproduzent
- Nadine Labaki, libanesische Regisseurin und Schauspielerin
- Milčo Mančevski, mazedonischer Regisseur und Drehbuchautor (Gewinner des Goldenen Löwen 1994)
- Amir Naderi, iranischer Regisseur und Drehbuchautor

| Filmtitel                                              | Regie                | Produktionsland                            | Darsteller (Auswahl)                                                                   |
| ------------------------------------------------------ | -------------------- | ------------------------------------------ | -------------------------------------------------------------------------------------- |
| Araf (Araf. Somewhere in Between)                      | Yeşim Ustaoğlu       | Türkei                                     | Neslihan Atagül, Baris Hacihan, Özcan Denis, Nihal Yalçin, Ilgaz Kocatürk              |
| Bellas mariposas                                       | Salvatore Mereu      | Italien                                    | Sara Podda, Maya Mulas, Micaela Ramazzotti                                             |
| Boxing Day                                             | Bernard Rose         | Vereinigtes Königreich, Vereinigte Staaten | Danny Huston, Matthew Jacobs                                                           |
| Gaosu tamen, wo cheng baihe qu le (Fly with the Crane) | Ruijun Li            | China                                      | Ma Xingehun, Tang Long, Wang Siyi                                                      |
| Gli equilibristi                                       | Ivano De Matteo      | Italien, Frankreich                        | Valerio Mastandrea, Barbora Bobuľová                                                   |
| L’intervallo                                           | Leonardo di Costanzo | Italien, Schweiz, Deutschland              | Francesca Riso, Alessio Gallo, Carmine Paternoster, Salvatore Ruocco                   |
| Ja tosche chotschu (I Also Want It)                    | Alexei Balabanow     | Russland                                   | Juri Matwejewv, Alexander Mossin, Oleg Garkuscha, Alissa Schitikowa                    |
| Kapringen (A Hijacking)                                | Tobias Lindholm      | Dänemark                                   | Pilou Asbæk, Søren Malling                                                             |
| Khanéh Pedari (The Paternal House)                     | Kianoush Ayari       | Iran                                       | Mehdi Hashemi, Mehran Rajabi, Nasser Hashemi, Shahab Hosseini                          |
| Leones                                                 | Jazmin Lopez         | Argentinien, Frankreich, Niederlande       | Julia Volpato, Pablo Sigal, Macarena Del Corro, Diego Vegezzi, Tomas Mackinlay         |
| Low Tide                                               | Roberto Minervini    | Vereinigte Staaten, Italien, Belgien       | Daniel Blanchard, Melissa Blanchard, Vernon Wilbanks                                   |
| Menatek Ha-maim                                        | Idan Hubel           | Israel                                     | Moshe Ivgy, Naama Shapira, Tom Yefet                                                   |
| San zi mei (Three Sisters)                             | Ibrahim El Batout    | Frankreich, China                          | Dokumentarfilm                                                                         |
| Sennen no yuraku (The Millennial Rapture)              | Kōji Wakamatsu       | Japan                                      | Shinobu Terajima, Shiro Sano, Kengo Kora, Sosuke Takaoka, Shota Sometani               |
| El Sheita Elli Fat (Winter of Discontent)              | Ibrahim El Batout    | Ägypten                                    | Amr Waked, Salah Al Hanafy, Farah Youssef                                              |
| Tango Libre                                            | Frédéric Fonteyne    | Belgien, Frankreich, Luxemburg             | François Damiens, Sergi López, Jan Hammenecker, Anne Paulicevich, Zacharie Chasseriaud |
| Wadjda                                                 | Haifaa Al Mansour    | Saudi-Arabien, Deutschland                 | Waad Al-Masanif, Abdullrahman Algohani, Reem Abdullah, Sultan Al Assaf, Ahd Kamel      |
| Yema                                                   | Djamila Sahraoui     | Algerien, Frankreich                       | Djamila Sahraoui, Samir Yahia, Ali Zarif                                               |

| Filmtitel                        | Regie                           | Produktionsland                  | Darsteller (Auswahl)                                                 |
| -------------------------------- | ------------------------------- | -------------------------------- | -------------------------------------------------------------------- |
| Bansulli (The Flute)             | Min Bham                        | Nepal                            | Nikita Budhthapa, Ghanashyam Giri, Naresh Bhandari                   |
| Cargo                            | Carlo Sironi                    | Italien                          | Lidiya Liberman, Flavius Gordea, Marius Bizau, Inga Chiriac          |
| Cho-De (Invitation)              | Min-Young Yoo                   | Südkorea                         | Lee Sang-hee                                                         |
| Diamond Sutra                    | Tsai Ming-liang                 | Taiwan                           | Lee Kang-sheng                                                       |
| Franck-Etienne vers la béatitude | Constance Meyer                 | Frankreich                       | Gérard Depardieu, Marina Foïs, Samir Guesmi                          |
| I’m the One                      | Paola Morabito                  | Australien                       | James Fraser, Maya Stange, Alan Dukes                                |
| Las manos limpias                | Carlos Armella                  | Mexiko                           | Sonia Couoh, Francisco Godínez                                       |
| Living Still Life                | Bertrand Mandico                | Frankreich, Belgien, Deutschland | Elina Löwensohn                                                      |
| Luisa no está en casa            | Celia Rico Clavellino           | Spanien                          | Asunción Balaguer, Fernando Guillén, María Alfonsa Rosso             |
| Marla                            | Nick King                       | Australien                       | Eddie Ritchard, Dale March, Lani Tupu                                |
| Miracle Boy                      | Jake Mahaffy                    | Vereinigte Staaten               | Cameron Cannon, Carter Taylor, Adam DeLany, Tyler Cook               |
| O Afinador                       | Bernando Camargo Matheus Parizi | Brasilien                        | Lui Seixas, Norival Rizzo, Sandra Corveloni                          |
| Resistente                       | Renate Costa Salla Sorri        | Dänemark, Paraguay, Finnland     | Alberto Bonnet                                                       |
| La sala                          | Alessio Giannone                | Italien                          | Nicola Valenzano, Ketty Volpe, Gianfranco Gengari, Filomena La Vacca |
| Titloi telous (Out of Frame)     | Yorgos Zois                     | Griechenland                     |                                                                      |

### Retrospektiven

#### 80!
Die Retrospektive 80! widmete sich in Anlehnung an die erste Auflage der Filmfestspiele von Venedig vor 80 Jahren sieben seltenen Lang- und drei Mittellang- und Kurzfilmen, die im Rahmen des Festivals aufgeführt worden waren. Die Kopien stammten aus Beständen der Historic Archives of the Contemporary Arts of the Biennale (ASAC). Die Filme wurden in Vorbereitung am L’Immagine Ritrovata in Bologna restauriert und digital oder analog auf ein 35-mm-Format gezogen.
Spielfilme
- Die letzte Nacht (Poslednjaja notsch) von Juli Raisman (Sowjetunion, 1936)
- Gott braucht Menschen (Dieu a besoin des hommes) von Jean Delannoy (Frankreich, 1950)
- Genghis Khan von Manuel Conde und Salvador Lou (Philippinen, 1950).
- Der Brigant (Il brigante) von Renato Castellani (Italien, 1961)
- Free at Last von Gregory Shuker, James Desmond und Nicholas Proferes (Vereinigte Staaten, 1968)
- Pagine chiuse von Gianni Da Campo (Italien, 1968)
- Stress zu dritt (Stress es tres, tres) von Carlos Saura (Spanien, 1968)

Mittellang- und Kurzfilme
- Pytel blech (A Bagful of Fleas) von Věra Chytilová (Tschechoslowakei, 1963)
- Zablácené mesto (Mud-covered City) von Václav Táborský (Tschechoslowakei, 1963)
- Ahora te vamos a llamar hermano von Raúl Ruiz (Chile, 1971)

#### Venezia Classici
Die Reihe Venezia Classici präsentierte ergänzend zur Retrospektive 80! restaurierte Filmklassiker sowie Dokumentarfilme über das Filmemachen und einzelne Filmschaffende. Neben Der Fall Mattei des Ehrenpreisträgers Francesco Rosi wurde auch eine durch Criterion restaurierte Kopie der Originalfassung von Heaven’s Gate (1980, 219 min) gezeigt, im Beisein des Regisseurs Michael Cimino, der mit dem Persol Award ausgezeichnet wurde, benannt nach einem Sponsor des Filmfestivals. Die ungekürzte Fassung war bei den Filmfestspielen von Venedig im Jahr 1982 uraufgeführt worden.
Restaurierte Filme
- Der Fall Mattei (Il caso Mattei) von Francesco Rosi (Italien, 1972)
- Heaven’s Gate von Michael Cimino (Vereinigte Staaten, 1980)
- American Dreams von James Benning (Vereinigte Staaten, 1984)
- Anita Garibaldi von Goffredo Alessandrini (Italien, 1952)
- Blondinen bevorzugt von Howard Hawks (Vereinigte Staaten, 1953)
- Boulevard der Dämmerung von Billy Wilder (Vereinigte Staaten, 1950)
- Carmen kehrt heim von Keisuke Kinoshita (Japan, 1951)
- Cinerama South Seas Adventure von Francis D. Lyon, Walter Thompson, Basil Wrangler, Richard Goldstone und Carl Dudley (Vereinigte Staaten, 1958)
- Ermittlungen gegen einen über jeden Verdacht erhabenen Bürger von Elio Petri (Italien, 1970)
- Falstaff von Orson Welles (Spanien/Schweiz, 1965)
- Fanny und Alexander von Ingmar Bergman (Schweden, 1982)
- Ein Gespenst auf Freiersfüßen von Joseph L. Mankiewicz (Vereinigte Staaten, 1947)
- Himala von Ishmael Bernal (Philippinen, 1982)
- Mit 20 Jahren in den Aures von René Vautier (Frankreich, 1972)
- Der Schweinestall von Pier Paolo Pasolini (Italien, 1969)
- Stromboli von Roberto Rossellini (Italien, 1949)
- Tell Me Lies von Peter Brook (Vereinigtes Königreich/Vereinigte Staaten, 1968)
- Terra animata (1967) und SKMP2 (1968) von Luca Patella (Italien)
- Das zehnte Opfer von Elio Petri (Italien, 1965)

Dokumentarfilme
- La Guerra dei vulcani von Francesco Patierno (Italien)
- Dai nostri inviati alla Mostra del Cinema di Venezia 1932–1953 von G. Giannotti, D. Savelli, E. Salvatori  (Italien)
- Valentino’s Ghost von Michael Singh (Vereinigte Staaten)
- Miradas Múltiples (La máquina loca) von Emilio Maillé  (Mexiko/Frankreich/Spanien)
- Harry Dean Stanton Partly Fiction von Sophie Huber (Vereinigte Staaten/Schweiz)
- Conteurs d’images von Noelle Deschamps (Frankreich)
- Sedia elettrica, il making-of di ‘Io e Te’ von Monica Stambrini (Italien)
- Gli anni delle immagini perdute von Adolfo Conti (Italien)
- Monicelli. La versione di Mario von Mario Canale, Felice Farina, Mario Gianni, Wilma Labate und Annarosa Morri (Italien)

## Premio Luigi De Laurentiis und unabhängige Filmreihen
Den Premio Luigi De Laurentiis vergab eine Jury unter Vorsitz des indischen Filmregisseurs Shekhar Kapur. Die Auszeichnung ehrte den besten Debütfilm eines Regisseurs (Löwe der Zukunft), alle Sektionen konnten berücksichtigt werden. Der Preis war mit einer Summe von 100.000 US-Dollar dotiert.
Parallel zum Filmfestival fanden zwei unabhängige Filmreihen statt. Die italienische Filmkritikervereinigung Sindacato Nazionale Critici Cinematografici Italiani veranstaltete die Internationale Kritikerwoche (Settimana Internazionale della Critica – SIC), bei der internationale Debütfilme von einer unabhängigen Kommission ausgewählt wurden. Die Associazione Nazionale Autori Cinematografici (ANAC) bereitete gemeinsam mit der Associazione Autori e Produttori Indipendenti (API) die Giornate degli Autori – Venice Days vor, die italienische und ausländische Spiel- und Dokumentarfilme zeigte.

## Auszeichnungen
Übersicht über die während des Festivals vergebenen Preise:

### Hauptpreise (Wettbewerb um den Goldenen Löwen)

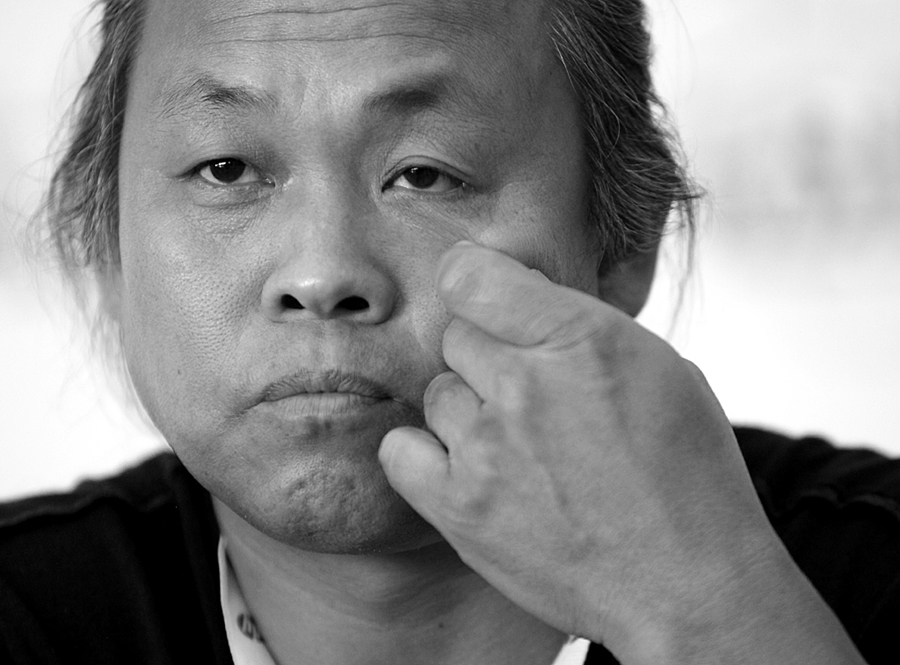
Kim Ki-duk

- Goldener Löwe: Pieta – Regie Kim Ki-duk[27]
- Silberner Löwe – Beste Regie: Paul Thomas Anderson (The Master)
- Spezialpreis der Jury: Paradies: Glaube – Regie: Ulrich Seidl
- Coppa Volpi – Bester Darsteller: Philip Seymour Hoffman und Joaquin Phoenix (The Master)
- Coppa Volpi – Beste Darstellerin: Hadas Yaron (An ihrer Stelle (Lemale et Ha'chalal))
- Marcello-Mastroianni-Preis: Fabrizio Falco (Bella Addormentata und È stato il figlio)
- Bestes Drehbuch: Olivier Assayas (Après mai)
- Beste technische Leistung: Daniele Ciprì (Kameraarbeit für È stato il figlio)

- Goldener Löwe für sein Lebenswerk: Francesco Rosi

### Weitere Preise
- FIPRESCI-Preis: The Master von Paul Thomas Anderson (Wettbewerb) und L’intervallo von Leonardo Di Costanzo (Orizzonti und Internationale Kritikerwoche)
- SIGNIS-Preis: To the Wonder von Terrence Malick, Lobende Erwähnung: Lemale et Ha'chalal von Rama Burshtein
- RaroVideo-Publikumspreis der Internationalen Kritikerwoche: Äta Sova Dö von Gabriela Pichler
- Label Europa Cinemas Award: Crawl von Hervé Lasgouttes
- Leoncino d’Oro Agiscuola Award: Pieta von Kim Ki-duk
- Cinema-for-UNICEF-Erwähnung: È stato il figlio von Daniele Ciprì
- Francesco Pasinetti (SNGCI) Award: L’intervallo von Leonardo Di Costanzo
- Francesco Pasinetti (SNGCI) Award – Bester Dokumentarfilm: La nave dolce (The Human Cargo) von Daniele Vicari
- Francesco Pasinetti (SNGCI) Award – Bester Darsteller: Valerio Mastandrea (Gli Equilibristi)
- Pasinetti-Spezialpreis: Clarisse von Liliana Cavani
- Brian Award: Bella Addormentata von Marco Bellocchio
- Queer Lion Award (Associazione Cinemarte): The Weight von Jeon Kyu-Hwan
- Arca CinemaGiovani Award (Wettbewerb): Die fünfte Jahreszeit (La Cinquième Saison) von Peter Brosens und Jessica Woodworth
- Arca CinemaGiovani Award (Bester italienischer Film): La città ideale von Luigi Lo Cascio
- Biografilm Lancia Award: La nave dolce (The Human Cargo) von Daniele Vicari und Bad25 von Spike Lee
- CICT – UNESCO “Enrico Fulchignoni” Award: L’intervallo von Leonardo Di Costanzo
- CICAE – Cinema d’Arte e d’Essai Award: Wadjda von Haifaa Al Mansour
- CinemAvvenire Award (Wettbewerb): Paradies: Glaube von Ulrich Seidl
- CinemAvvenire Award – Bester Film (Il cerchio non è rotondo (Cinema per la pace e la ricchezza delle diversità)): Wadjda von Haifaa Al Mansour
- FEDIC Award: L’intervallo von Leonardo Di Costanzo, Lobende Erwähnung: Bellas Mariposas von Salvatore Mereu
- Fondazione Mimmo Rotella Award: Après mai von Olivier Assayas
- Future Film Festival Digital Award: Bad25 von Spike Lee, Lobende Erwähnung: Spring Breakers von Harmony Korine
- P. Nazareno Taddei Award: Pieta von Kim Ki-duk, Lobende Erwähnung: Sinapupunan von Brillante Mendoza
- Lanterna Magica (CGS) Award: L’intervallo von Leonardo Di Costanzo
- Open Award: The Company You Keep – Die Akte Grant (The Company You Keep) von Robert Redford
- La Navicella – Venezia Cinema Award: Sinapupunan von Brillante Mendoza
- Lina Mangiacapre Award: Queen Of Montreuil von Sòlveig Anspach
- AIF – FORFILMFEST  Award: L’intervallo von Leonardo Di Costanzo
- Mouse d’Oro Award: Pieta von Kim Ki-duk
- Mouse d’Argento: Anton tut ryadom (Anton’s Right Here) von Lyubov Arkus
- UK – Italy Creative Industries Award – Best Innovative Budget Award: L’intervallo von Leonardo Di Costanzo
- Gillo Pontecorvo – Arcobaleno Latino Award: Laura Delli Colli
- Christopher D. Smithers Foundation Award: Low Tide von Roberto Minervini
- Interfilm Award für die Förderung des interreligiösen Dialogs: Wadjda von Haifaa Al Mansour
- Giovani Giurati del Vittorio Veneto Film Festival Award: The Company You Keep – Die Akte Grant (The Company You Keep) von Robert Redford, Lobende Erwähnung für Toni Servillo
- Premio Cinematografico “Civitas Vitae prossima” Award: Terramatta von Costanza Quatriglio
- Green Drop Award: Die fünfte Jahreszeit (La Cinquième Saison) von Peter Brosens und Jessica Woodworth